# جيمس بورنس (رجل أعمال)
جيمس بورنس (بالإنجليزية: James Burns)‏ هو شخصية أعمال أسترالي، ولد في 10 فبراير 1846، وتوفي في 22 أغسطس 1923.